# Europa delle Democrazie e delle Diversità
Il gruppo per un'Europa delle democrazie e delle diversità è stato un gruppo politico euroscettico rappresentato al Parlamento europeo dal 1999 al 2004. A seguito delle elezioni del 2004, gli ex membri del gruppo si unirono ai membri dei nuovi stati membri e insieme formarono il gruppo Indipendenza e Democrazia.

## Composizione
1. Movimento di giugno (Danimarca), 3 membri
2. Movimento Popolare contro l'UE (Danimarca), 1 membro (fino al 2002)
3. Caccia, Pesca, Natura e Tradizioni (Francia), 6 membri
4. Combattenti per la sovranità (Francia), 1 membro
5. Unione Cristiana - Partito Politico Riformato (Paesi Bassi), 3 membri
6. Partito per l'Indipendenza del Regno Unito (Regno Unito), 3 membri
7. Lega delle Famiglie Polacche (Polonia), dopo l'ingresso della Polonia nell'UE nel 5/2004